# Championnats d'Europe d'athlétisme en salle 1998
Navigation
Les 25e Championnats d'Europe d'athlétisme en salle se sont déroulés du 27 février au 1er mars 1998 au Palais vélodrome Luis Puig de Valence (Espagne).

## Résultats

### Hommes
| Épreuves         | Or                                    | Argent                                      | Bronze                                  |
| 60 m             | Ángelos Pavlakákis Grèce 6 s 55       | Jason Gardener Royaume-Uni 6 s 59           | Stéphane Cali France 6 s 60             |
| 200 m            | Sergey Osovich Ukraine 20 s 40        | Ánninos Markoullídis Chypre 20 s 65         | Allyn Condon Royaume-Uni 20 s 68        |
| 400 m            | Ruslan Mashchenko Russie 45 s 90      | Ashraf Saber Italie 45 s 99                 | Robert Maćkowiak Pologne 46 s 00        |
| 800 m            | Nils Schumann Allemagne 1 min 47 s 02 | Marko Koers Pays-Bas 1 min 47 s 20          | Vebjørn Rodal Norvège 1 min 47 s 40     |
| 1 500 m          | Rui Silva Portugal 3 min 44 s 57      | Abdel-Kader Chékhémani France 3 min 44 s 89 | Andrey Zadorozhniy Russie 3 min 44 s 93 |
| 3 000 m          | John Mayock Royaume-Uni 7 min 55 s 09 | Manuel Pancorbo Espagne 7 min 55 s 23       | Alberto García Espagne 7 min 55 s 24    |
| 60 mètres haies  | Igors Kazanovs Lettonie 7 s 54        | Tomasz Ścigaczewski Pologne 7 s 56          | Mike Fenner Allemagne 7 s 58            |
| Saut en hauteur  | Artur Partyka Pologne 2,31 m          | Vyacheslav Voronin Russie 2,31 m            | Tomáš Janků Tchéquie 2,29 m             |
| Saut à la perche | Tim Lobinger Allemagne 5,80 m         | Michael Stolle Allemagne 5,80 m             | Danny Ecker Allemagne 5,75 m            |
| Saut en longueur | Oleksiy Lukashevych Ukraine 8,06 m    | Carlos Calado Portugal 8,05 m               | Emmanuel Bangué France 8,05 m           |
| Triple saut      | Jonathan Edwards Royaume-Uni 17,43 m  | Charles Friedek Allemagne 17,15 m           | Serge Hélan France 17,02 m              |
| Lancer du poids  | Oliver-Sven Buder Allemagne 21,47 m   | Mika Halvari Finlande 20,59 m               | Arsi Harju Finlande 20,53 m             |
| Heptathlon       | Sebastian Chmara Pologne 6 415 points | Dezső Szabó Hongrie 6 249 points            | Lev Lobodin Russie 6 226 points         |

### Femmes
| Épreuves         | Or                                       | Argent                                  | Bronze                                 |
| 60 m             | Melanie Paschke Allemagne 7 s 14         | Frédérique Bangué France 7 s 18         | Odiah Sidibé France 7 s 22             |
| 200 m            | Svetlana Goncharenko Russie 22 s 46      | Melanie Paschke Allemagne 22 s 50       | Ekateríni Kóffa Grèce 22 s 86          |
| 400 m            | Grit Breuer Allemagne 50 s 45            | Ionela Târlea Roumanie 50 s 56          | Helena Fuchsová Tchéquie 51 s 22       |
| 800 m            | Ludmila Formanová Tchéquie 2 min 02 s 30 | Malin Ewerlöf Suède 2 min 03 s 61       | Judit Varga Hongrie 2 min 03 s 81      |
| 1 500 m          | Theresia Kiesl Autriche 4 min 13 s 62    | Lidia Chojecka Pologne 4 min 14 s 93    | Violeta Szekely Roumanie 4 min 15 s 54 |
| 3 000 m          | Gabriela Szabo Roumanie 8 min 49 s 96    | Fernanda Ribeiro Portugal 8 min 51 s 42 | Marta Dominguez Espagne 8 min 57 s 72  |
| 60 mètres haies  | Patricia Girard-Léno France 7 s 85       | Svetlana Laukhova Russie 8 s 01         | Diane Allahgreen Royaume-Uni 8 s 02    |
| Saut en hauteur  | Monica Iagăr Roumanie 1,96 m             | Alina Astafei Allemagne 1,94 m          | Yelena Yelesina Russie 1,94 m          |
| Saut à la perche | Anzhela Balakhonova Ukraine 4,45 m (RM)  | Daniela Bártová Tchéquie 4,40 m         | Vala Flosadóttir Islande 4,40 m        |
| Saut en longueur | Fiona May Italie 6,91 m                  | Tatyana Ter-Mesrobyan Russie 6,72 m     | Linda Ferga France 6,67 m              |
| Triple saut      | Ashia Hansen Royaume-Uni 15,16 m (RM)    | Šárka Kašpárková Tchéquie 14,76 m       | Ólga Vasdéki Grèce 14,29 m             |
| Lancer du poids  | Irina Korzhanenko Russie 20,25 m         | Vita Pavlysh Ukraine 20,00 m            | Corrie de Bruin Pays-Bas 18,97 m       |
| Pentathlon       | Urszula Włodarczyk Pologne 4 808 points  | Irina Belova Russie 4 631 points        | Karin Specht Allemagne 4 523 points    |

## Tableau des médailles
| Rang | Nation      | Or | Argent | Bronze | Total |
| ---- | ----------- | -- | ------ | ------ | ----- |
| 1    | Allemagne   | 5  | 4      | 3      | 12    |
| 2    | Russie      | 3  | 4      | 4      | 11    |
| 3    | Pologne     | 3  | 2      | 1      | 6     |
| 4    | Royaume-Uni | 3  | 1      | 2      | 6     |
| 5    | Ukraine     | 3  | 1      | 0      | 4     |
| 6    | Roumanie    | 2  | 1      | 1      | 4     |
| 7    | France      | 1  | 2      | 5      | 8     |
| 8    | Tchéquie    | 1  | 2      | 2      | 5     |
| 9    | Portugal    | 1  | 2      | 0      | 3     |
| 10   | Italie      | 1  | 1      | 0      | 2     |
| 11   | Grèce       | 1  | 0      | 1      | 2     |
| 12   | Lettonie    | 1  | 0      | 0      | 1     |
| 12   | Autriche    | 1  | 0      | 0      | 1     |
| 14   | Espagne     | 0  | 1      | 2      | 3     |
| 15   | Pays-Bas    | 0  | 1      | 1      | 2     |
| 15   | Hongrie     | 0  | 1      | 1      | 2     |
| 15   | Finlande    | 0  | 1      | 1      | 2     |
| 18   | Chypre      | 0  | 1      | 0      | 1     |
| 18   | Suède       | 0  | 1      | 0      | 1     |
| 20   | Norvège     | 0  | 0      | 1      | 1     |
| 20   | Islande     | 0  | 0      | 1      | 1     |